# En el viejo Buenos Aires
 En el viejo Buenos Aires es una película argentina en blanco y negro dirigida por Antonio Momplet sobre guion de Alejandro Casona y Pedro Miguel Obligado que se estrenó el 2 de junio de 1942 y que tuvo como protagonistas a Luis Aldás, Amelia Bence, Libertad Lamarque, Elsa O'Connor y Angelina Pagano. La película está ambientada en la época de la epidemia de fiebre amarilla en Buenos Aires de 1870.	

## Sinopsis
El romance entre una actriz y un joven provoca el rechazo de la clase a la que éste pertenece.

## Reparto
- Luis Aldás ... Fabián Goyena
- Amelia Bence ... Mercedes Sobremonte / Sor Juana de los Andes
- Ángel Boffa
- Rosa Catá	 ... dama de la sociedad
- Orestes Caviglia ... Dr Guillermo Goyena
- Alberto Contreras ... Francisco Melgarejo y Silva
- Raúl del Valle
- Golde Flami
- Rafael Frontaura ... padre de Mercedes
- Libertad Lamarque ... Elvira Montoya
- Mecha López ... dama de la sociedad
- Marcial Manent ... Manel
- Percival Murray
- Elsa O'Connor ... doña Clara, madre de Mercedes
- Angelina Pagano ... madre de Fabián
- Hugo Pimentel ... Felipe
- María Santos
- Enrique Vico Carré
- Ernesto Vilches
- Jorge Villoldo
- Néstor Feria

## Comentario
La crónica de La Nación dijo acerca de este filme: “Realizada con esmero y documentada pulcritud…señala un esfuerzo de trascendencia…Libertad Lamarque vuelve a destacar sus posibilidades de muy fina intérprete…si bien en este caso no siempre favorecida por el tratamiento fotográfico de los primeros planos”.

## Premio
Por este filme la Academia de Artes y Ciencias Cinematográficas de la Argentina le otorgó el premio Cóndor Académico a la mejor escenografía de 1942 a Carlos Ferrarotti y Ralph Pappier.	